# الکساندر لانگر
الکساندر لانگر (به ایتالیایی: Alexander Langer) (زاده ۲۲ فوریه ۱۹۴۶ – درگذشته ۳ ژوئیه ۱۹۹۵) فعال سیاسی، روزنامه‌نگار، فعال صلح، مترجم و آموزگار ایتالیایی آلمانی‌تبار بود.

## بنیاد الکساندر لانگر
بنیاد الکساندر لانگر (تأسیس ۱۹۹۹ در ایتالیا) سازمانی غیردولتی در زمینه مسائل اجتماعی و صلح است 